# 曽根剛
曽根 剛（そね たけし）は、日本の映画監督、撮影監督。京都府出身。

## 概要
映画『カメラを止めるな!』（監督：上田慎一郎）で第42回日本アカデミー賞優秀撮影賞を受賞した。
映画監督としては海外で自主製作作品を多く手掛けている。どの作品も予算数十万円～500万円以内であり、カメラマンとして参加した映画『カメラを止めるな!』を実例とした低予算映画制作のハウツー本「低予算&無名の超・映画撮影術」を玄光社より2020年4月30日に発売した。
映画『透子のセカイ』が上海国際映画祭に招待。
韓国合作の映画『ゴーストマスク〜傷〜』がモントリオール世界映画祭に招待。
香港合作の映画『二人小町』ミラノ国際映画祭に選出。
2021年1月21日にはYouTubeチャンネルを開設。初回動画として映画監督の木下半太との対談動画を投稿した。なお、程なくしてチャンネルの更新が停止している。
『透子のセカイ』が2022年10月にシアターギルド代官山で上映されることを記念して、2022年9月29日から10月8日にかけて、曽根の監督作が同館で上映され、各上映後にトークショーを実施した。この上映では、日本での劇場上映が初となる作品も含まれた。
2023年11月、セルビアの首都ベオグラードで開催された第10回日本セルビア映画祭に招聘、国際審査員を務めた。翌年、ショートアニメ2作がUPLINK吉祥寺で日本初上映された。

## 監督作品

### 映画
- 口裂け女 in L.A.（2016年） - 監督・脚本・撮影・プロデューサー　（監督・脚本は比呂啓、廣瀬陽、小川和也と共同）[11]
- 9つの窓（2016年）- 監督・撮影
- 台湾、独り言（2017年）- 監督
- パリの大晦日（2017年）- 監督
- ドッペルゲンガー（2017年）- 監督
- ゴーストマスク〜傷〜（2018年）- 監督・撮影[5][12][13]
- 冷たいキス（2018年）- 監督
- 透子のセカイ（2019年）- 監督[4][14][15]
- ゴーストダイアリーズ（2021年） - 監督・撮影[16][17]
- リフレインの鼓動（2021年） - 監督[18]
- 二人小町（2021年） - 監督[19][20][21]
- 永遠の1分。（2022年） - 監督[22][23]
- 青いみかんの部屋（2022年） - 監督
- SOMEDAYS（2023年） - 監督[24]
- マドリードの休日（2023年） - 監督[25]
- お金が足りない。（2023年） - 監督（横川康次と共同）・撮影[26]
- MY UNIVERSE HERE（2023年） - 監督[27][10]
- SPRING SUMMER FALL WINTER… AND（2023年） - 監督[27][10]
- identita（2023年）- 監督[28][29]
- generAIdoscope：ジェネレイドスコープ（2024年）- 監督、原作（安達寛高、山口ヒロキと共同）[30] [31]
- ゴッドマザー〜コシノアヤコの生涯〜 - 監督・撮影・編集[32][33][34][35][36][37]

## 撮影作品

### 映画
- 少女椿（2016年）- 撮影
- カメラを止めるな!（2017年）- 撮影監督
- 血まみれスケバン・チェーンソー（2016年）- 撮影
- たまえのスーパーはらわた（2018年）- 撮影
- ザ・ショーゴマン（2021年）- 撮影
- ポプラン（2022年） - 撮影
- 散歩屋ケンちゃん（2023年） - 撮影監督

### ウェブドラマ
- カメラを止めるな! スピンオフ ハリウッド大作戦!（2019年、AbemaTV）- 撮影

## その他参加作品
- グロテスク（2008年）- 編集

## 著書
- 低予算の超・映画制作術 『カメラを止めるな!』はこうして撮られた（2020年4月30日、玄光社）ISBN 978-4768312940 [38] [39]
- 映画監督になる方法 13の実践的アイデア（2022年1月31日、言視舎）ISBN 978-4865652178 [40]
- 絵本「リリーちゃんの夢の国」（2023年4月17日）ASIN B0C2QZDGKQ
- 来るべき未来（絵本）（2023年4月17日）ASIN B0C2X6WLB5
- 二人小町（絵本）（2023年4月23日）ASIN B0C3CN4M82
- ピンクと旅する世界: 絶景の街をピンク色に彩る（2023年4月25日）ASIN B0C3LB964V
- サイバーパンクに旅する世界の絶景集150: 死ぬまでに見たい世界の未来都市（2023年5月5日）ASIN B0C47TD3YS

## 出演
- 白昼夢（2018年9月16日、フジテレビ）
- アナザーストーリーズ 運命の分岐点「“カメラを止めるな!”〜低予算×無名が生んだ奇跡〜」（2019年5月21日、NHK BSプレミアム）
- 特集：この“長回し”がスゴい! 特別番組「「カメ止め」撮影監督・曽根剛の長回し大作戦」（2020年10月10日、スターチャンネル2）[41] ※10月4日にスターチャンネル1で先行無料放送
- 3時のヒロインmeetsガールズクリエイター（2020年12月8日、日本テレビ）
- アナザーストーリーズ 運命の分岐点「口裂け女伝説 うわさの“真相”」（2021年9月28日、NHK BSプレミアム）

## 受賞歴
- マドリード国際映画祭2023 外国映画最優秀監督賞（『SOMEDAYS』）[42]
- タイ国際映画祭2019 最優秀長編映画監督賞（『透子のセカイ』）[43]
- アムステルダム映画祭2019 優秀撮影賞（『ゴーストマスク〜傷〜』）
- 第42回日本アカデミー賞 優秀撮影賞（『カメラを止めるな!』）